# Испанска муха (филм)
„Испанска муха“ е български игрален филм (екшън, комедия) от 1998 година, по сценарий и режисура на Киран Коларов. Оператор е Красимир Костов. Музиката във филма е композирана от Кирил Дончев.

## Актьорски състав
| В главните роли           | Изпълнител        |
| ------------------------- | ----------------- |
| Батко                     | Тодор Колев       |
| сержант Киро              | Камен Воденичаров |
| Бони, приятелката на Киро | Фани Коларова     |
| русата вдовица            | Аня Пенчева       |
| Борсалино                 | Любомир Ганев     |
| Ванко, червената качулка  | Антон Радичев     |
| Уйчо                      | Стефан Данаилов   |
| Джипси                    | Велко Кънев       |
| сержант Милев             | Петър Попйорданов |
| Ицето Стоичков            | Тончо Токмакчиев  |
|                           | Мартина Вачкова   |
|                           | Биляна Петринска  |